# Hōsen-ji (Kōfu)

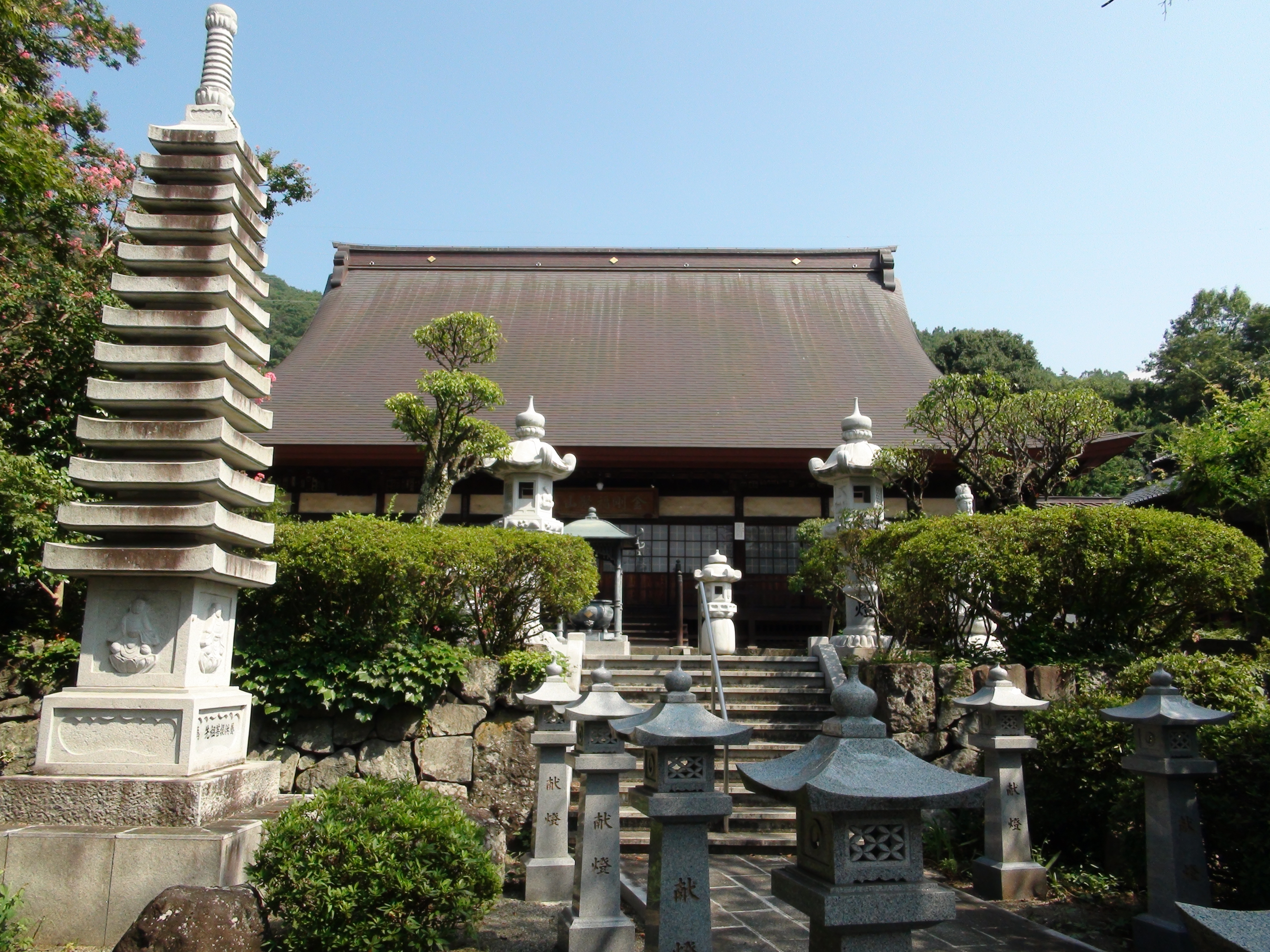
Haupthalle

Der Hōsen-ji (jap. 法泉寺) ist ein Tempel in der japanischen Stadt Kōfu in der Präfektur Yamanashi. Er gehört zu den Kōfu Gozan, einer Gruppe von fünf buddhistischen Tempeln des Rinzai-shū, die Takeda Shingen in der Sengoku-Zeit neu erbauen ließ beziehungsweise aus der umliegenden Provinz nach Kōfu verlegt hat, um seinen Verwaltungssitz zu fördern. Er gehört, wie die anderen vier Tempel der Kōfu Gozan auch, zu den Kai Hyakuhachi Reijō, den 108 spirituellen Orten von Kai. Er ist Nummer 62. 

## Gebäude
Das Haupttor soll noch aus der frühen Edo-Zeit stammen.

## Gräber

### Takeda Katsuyori
Tritt man durch das Haupttor und geht durch den Säulengang vor dem Hauptgebäude nach links, findet man noch vor den normalen Gräbern das Grab von Takeda Katsuyori (1546–1582), dem Sohn Takeda Shingens und letzten Sengoku-Daimyō der Takeda. Allerdings werden hier, wie auch für seinen Vater, mehrere Gräber genannt, weshalb der Ort des tatsächlichen Grabes unsicher ist.
Nach seiner Niederlage ließ Oda Nobunaga seinen Kopf in Kyōto ausstellen. Seine Beerdigungszeremonie im Myōshin-ji, jenem Tempel dessen Lehrlinie der Hōsen-ji folgt, war dort auch ein Mönch aus dem Hōsen-ji anwesend, der Haare und Zähne mitnahm. Diese sollen dann auf dem Tempelgelände des Hōsen-ji vergraben worden sein und darüber ein Kirschbaum gepflanzt wurden sein. Der Hügel wird als „Zähne-und-Haare-Hügel“ (歯髪塚) bezeichnet.

### Takeda Nobutake
In der kleinen weisen Pagode dahinter soll sich das Grab von Takeda Nobutake (1292–1359) befinden. Er war in der Zeit der Nord-Süd-Höfe während des Ashikaga-Shogunats Familienoberhaupt und baute zum ersten Mal eine herausragende Stellung für die Takeda in der Provinz Kai auf, während die Regierung in Kyoto (Heian-kyō) durch die Aufspaltung in Nord- und Südhof mit sich selbst beschäftigt war. Nobutake legte damit den Grundstein für eines der einflussreichsten Fürstentümer in der Sengoku-Zeit.

### Gefallene der 24 Generäle unter Katsuyori in der Schlacht von Nagashino
Ganz oben befinden sich, oberhalb der normalen Gräber, Denkmäler für das Drittel der 24 Generäle, die in der Schlacht von Nagashino bei der Niederlage Takeda Katsuyoris gegen Oda Nobunaga am 11. März 1582 ihr Leben lassen mussten. Dafür wurde ein kleiner sogenannter „Arme-Seele-Turm“ errichtet.

## Geschichte

### Gründung und Anfangszeit
Der Hōsen-ji als Tempel des Rinzai-shū wurde von Musō Soseki (Mönch der Rinzai-Sekte, 1275–1351) gegründet. Takeda Nobutake selbst hat den Zen-Meister nach Kōfu eingeladen und wurde dessen Schüler, in diesem damals neuerrichteten Tempel. Als dann im übrigen Japan der Einfluss des Rinzai-shū bereits nachließ und neue Schulen verbreitet wurden, erklärte Takeda Shingen zum Schutz und Andenken an seine Ahnen die Anlage zu einem der Kōfu Gozan und belebte den Rinzai-shū somit neu. Weiterhin schützte er ihn vor neuen Einflüssen aus dem Westen des Landes.

### Verbindung zu Nobutake
Er steht in besonderer Verbindung zu Takeda Nobutake, dessen Grab hier zu finden ist. 
Für sieben Generationen soll der Tempel ein Familientempel der Takeda gewesen sein, und selbst in den Unruhen während der Muromachi-Zeit stets auf der Seite des Klans gestanden haben. Zu dieser Zeit waren die Tempel eine wichtige waffentragende Instanz in Japan. Der Shogun Ashikaga Takauji wiederum konnte sich auf die Takeda, besonders Nobutake, als seine Shugo (Militärgouverneure) verlassen. In der Kenmu-Restauration wollte der Tennō Go-Daigo die Dezentralisierung und den Machtverlust des Hofes rückgängig machen, was ihm anfangs auch gelang. Aber aufgrund seiner Unzufriedenheit rebellierte Ashikaga Takauji gegen die neuen Gesetze. Auf seinen Aufruf hin hoben die Takeda in der Provinz Aki und die Takeda der Provinz Kai Truppen aus und standen ihm von Anfang bis Ende bei. Aufgrund ihres Vertrauens und Bündnisses vermählte Ashikaga Takauji seine Nichte mit Takeda Nobutake. Um sie zur Teilnahme zu überzeugen, gab Ashikaga Takauji Takeda Nobutake das Amt des Shugo (Militärgouverneur) und Tandai (Generalgouverneur) über Kyūshū, Wakasa, Aki und Kai in Personalunion. Nach seinem Tod wurde Nobutake im Tempel begraben.

### Nach Nobutake
Nachdem Takeda Shingen die Schirmherrschaft übernommen hatte, wurde der Tempel ausgebessert und erweitert. In der darauffolgenden Zeit wurde durch den neuen Shogun Tokugawa Ieyasu, der auf Befriedung aus war, das Mahnmal und die Ruhestätte Takeda Katsuyoris und der anderen Takeda und ihres Gefolges unter Schutz gestellt.

## Umgebung
Nebenan befindet sich das Murayama-Onsen-Palais (湯村山城).

## Erreichbarkeit
Mit der Bahn fährt man auf Chūō-Hauptlinie zum Bahnhof Kōfu und kann in etwa 10 Minuten mit dem Bus oder in 50 Minuten zu Fuß dorthin gehen. Wie überall in der Stadt gibt es auch dort einen Parkplatz.

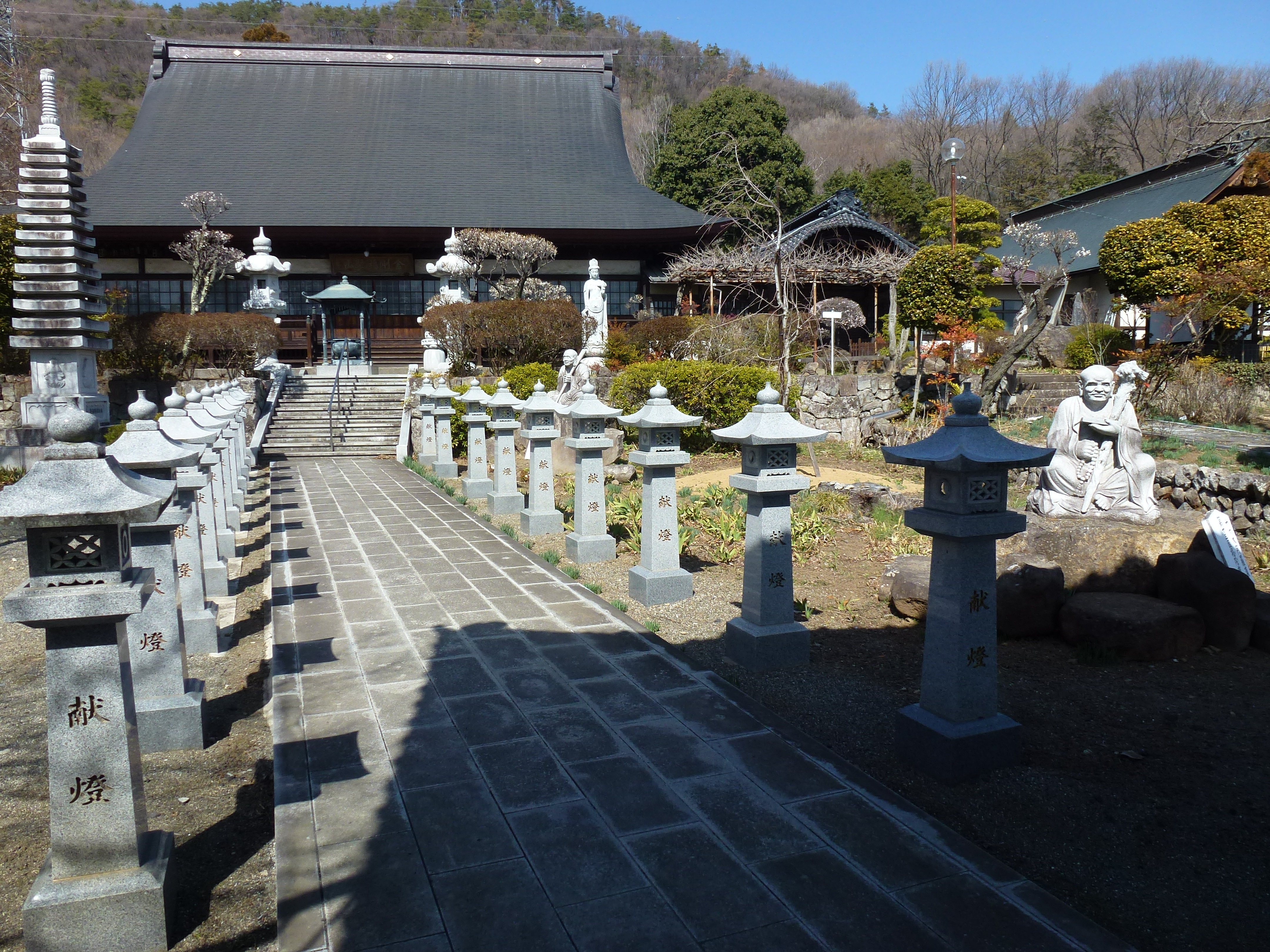
Innenhof
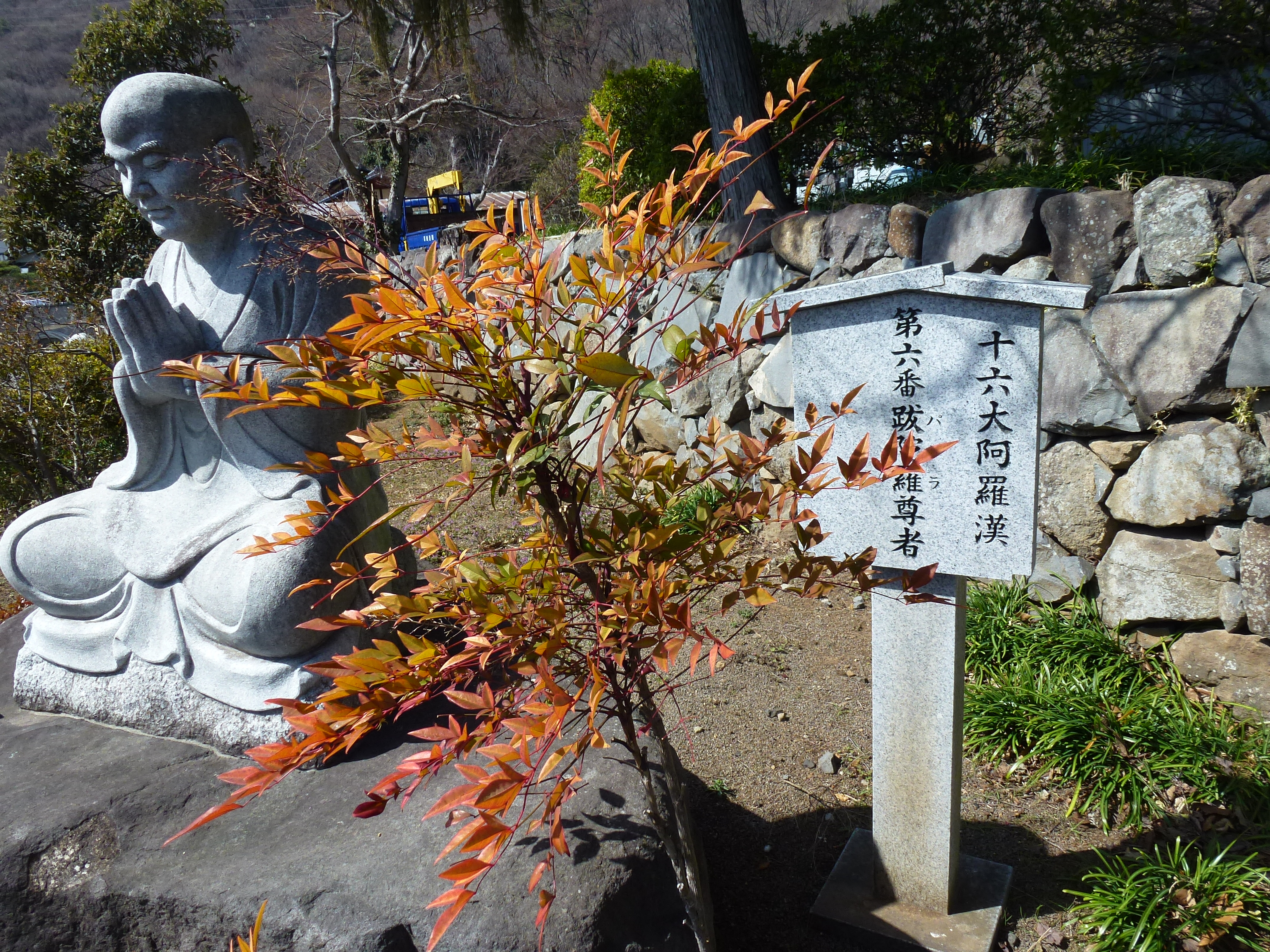
Der Gründer Musō Soseki
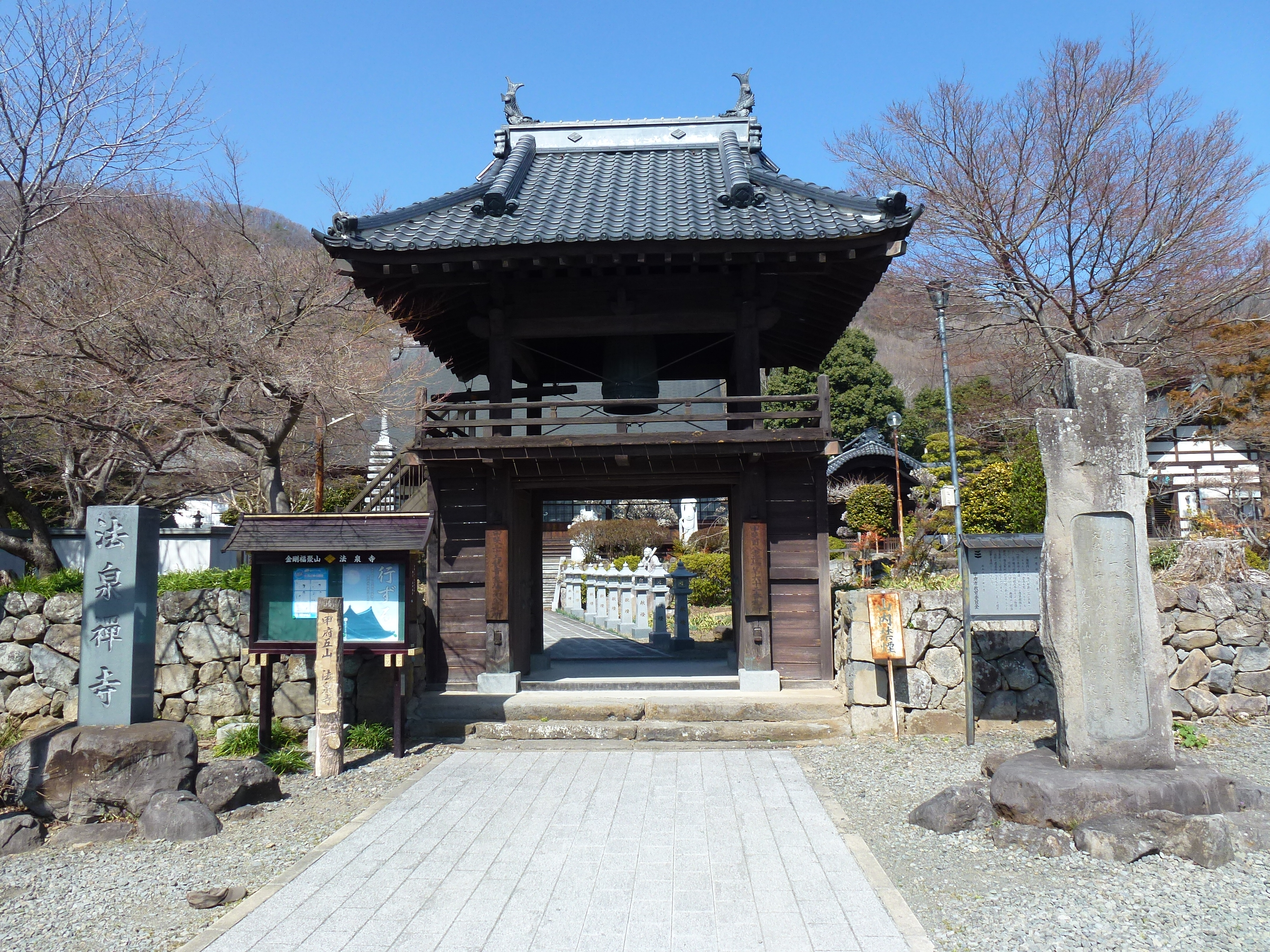
Haupttor
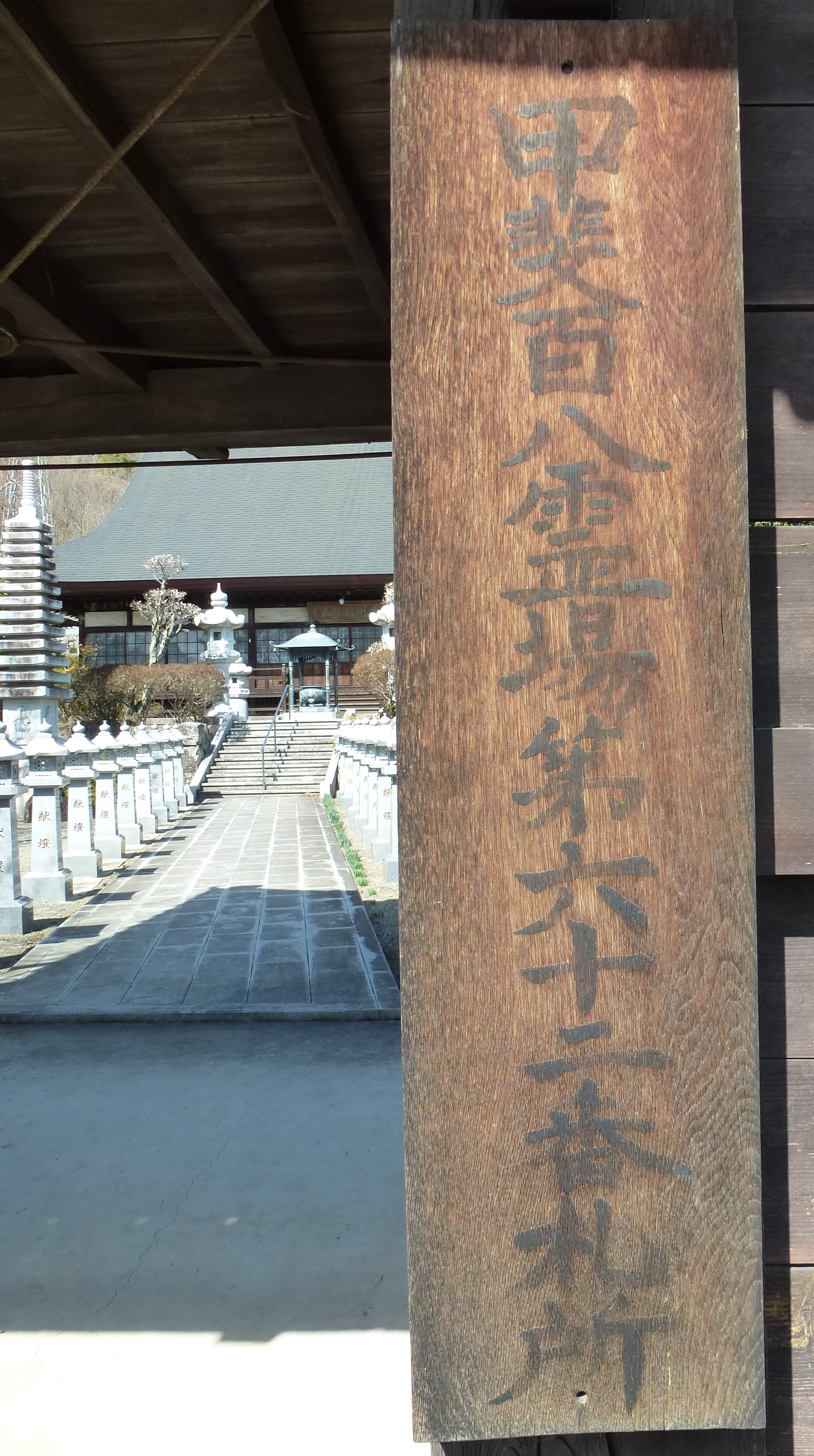
Als Nummer 62 ausweisende Schrifttafel
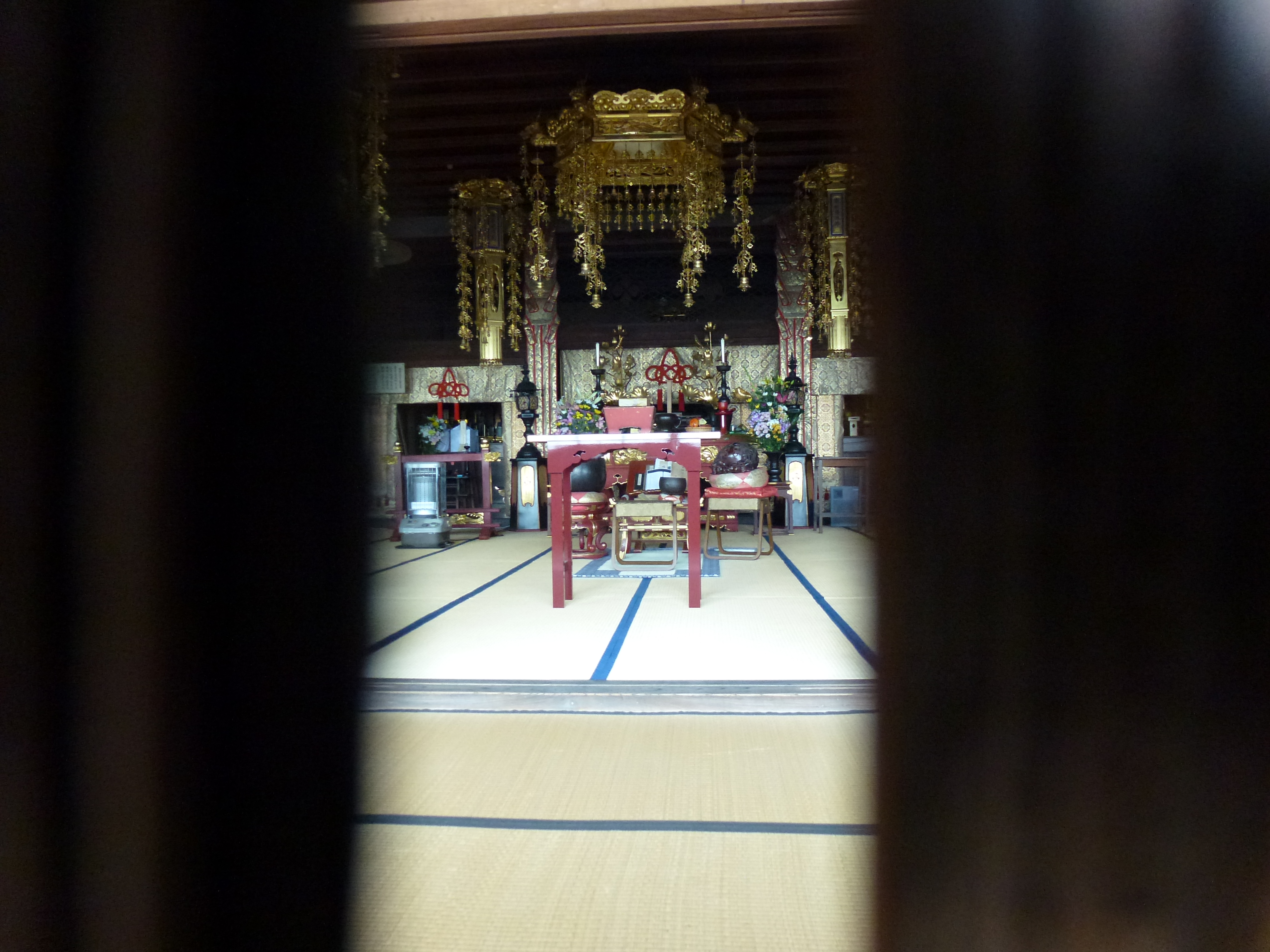
Der Altar im Honden